# Andreas Beikirch

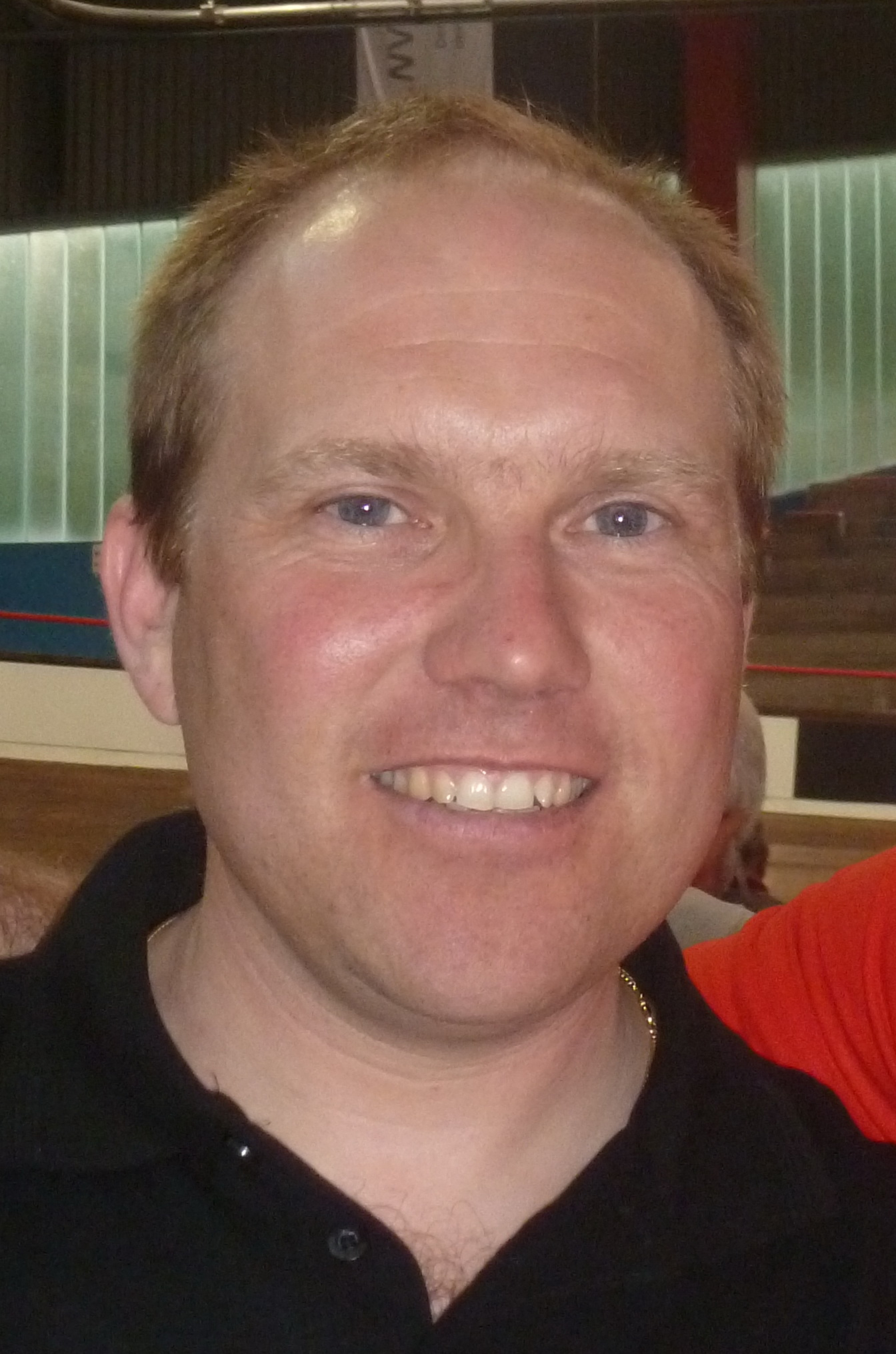
Andreas Beikirch (2011)

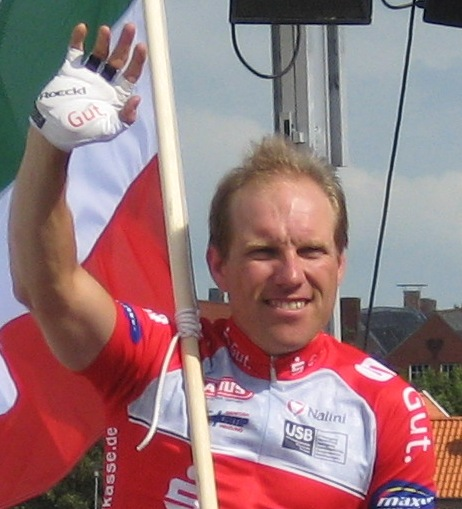
Andreas Beikirch (Küstentour 2007)

Andreas Beikirch (* 29. März 1970 in Hilden) ist ein ehemaliger deutscher Bahn- und Straßenradrennfahrer.

## Sportliche Karriere
Andreas Beikirch wurde 1988 Junioren-Bahnradweltmeister im Punktefahren sowie deutscher Meister in der Mannschaftsverfolgung, gemeinsam mit Lars Teutenberg, Holger Stach und Torsten Schmidt. Zwei Jahre später gewann er sein erstes Sechstagerennen in Nouméa auf Neukaledonien. Im Jahr 2000 wurde er mit Manfred Donike zum ersten Mal deutscher Meister im Madison; insgesamt errang er im Laufe seiner Laufbahn zehn deutsche Meistertitel. In selbiger Disziplin wurde er 2003 Europameister (mit Andreas Kappes) und 2006 zum zweiten Mal deutscher Meister (mit Robert Bartko). Weitere Sechstagerennen konnte Beikirch in Dortmund, Stuttgart und Bremen gewinnen.
Auf der Straße konnte Beikirch zwischen 1997 und 1999 den Mi-Août en Bretagne, den Großen Westfalenpreis Dortmund und jeweils eine Etappe beim Grand Prix Cycliste de Beauce und bei der Niedersachsen-Rundfahrt gewinnen. 2002 gewann er für das Team Cologne die Tour de Neuss und Rund um Jülich. Ein Jahr später wurde er Erster der City Night Hamm. Ab 2005 fuhr Beikirch für das Team Sparkasse. In seinem ersten Jahr dort gewann er das Mönchengladbach-Rheydt Criterium und den Großen Preis der WAZ. In den Jahren 2006 und 2007 war Beikirch jeweils auf einem Teilstück der Gelsennet-Tour erfolgreich. Am 25. Juli 2008 geriet er in Düsseldorf in einen Verkehrsunfall, brach sich dabei drei Rippen, Schulterblatt und Schlüsselbein und erlitt eine Gehirnerschütterung. Beikirch wurde in die Uni-Klinik Düsseldorf eingeliefert, konnte aber schon drei Tage später wieder entlassen werden.
Mit der Saison 2009/2010 beendete Beikirch nach 117 Starts und vier Siegen bei Sechstagerennen seine Karriere. In seinem Heimatverein VfR Büttgen ist er jedoch weiter in der Abteilungsleitung der Radsportabteilung tätig.

## Erfolge – Straße
1997
- Mi-Août en Bretagne

1998
- Großer Westfalenpreis Dortmund

1999
- eine Etappe Niedersachsen-Rundfahrt
- eine Etappe Grand Prix Cycliste de Beauce

## Erfolge – Bahn
1988
- Junioren-Weltmeister Punktefahren
- Deutscher Meister in der Mannschaftsverfolgung, gemeinsam mit Lars Teutenberg, Holger Stach und Torsten Schmidt. Z

1990
- Sechstagerennen Nouméa (mit Frank Kühn)

2000
- Deutscher Meister Madison (mit Olaf Pollack)

2002
- Sechstagerennen Dortmund (mit Andreas Kappes)

2003
- Europameister Zweier-Mannschaftsfahren (mit Andreas Kappes)

2004
- Sechstagerennen Stuttgart (mit Andreas Kappes und Gerd Dörich)

2005
- Sechstagerennen Bremen (mit Robert Bartko)

2006
- Deutscher Meister Zweier-Mannschaftsfahren (mit Robert Bartko)

## Teams
- 1997 Team E-plus Service
- 1998–1999 Die Continentale-Olympia
- 2000–2001 Agro-Adler Brandenburg
- 2002 Team Cologne
- 2005–2009 Team Sparkasse